# Alphonse Lemerre
Alphonse Lemerre (Canisy, 1838 – Parigi, 1912) è stato un editore e scrittore francese.
È stato uno dei più importanti editori del XIX secolo, sostenitore del movimento dei poeti Parnassiani.

## Biografia
Nel 1850 a 12 anni lavorò come fattorino a Saint-Lô. Nel 1860 giunse a Parigi e rapidamente divenne il "Principe degli editori" creando una casa editrice col motto latino Fac et spera (Fai e spera). Aprì una libreria al 23 del passage Choiseul a Parigi.
Nel 1865 cominciò a pubblicare le poesie dei poeti Parnassiani presso la rivista  L'Art di Louis-Xavier de Ricard, la quale ebbe dieci uscite tra il 2 novembre 1865 e il 6 gennaio 1866. Nel numero di novembre fu inserito un articolo di Paul Verlaine su Baudelaire. Nel 1866 Lemerre pubblica Le Parnasse contemporain, una collezione di nuovi poeti, in 18 uscite settimanali dal 30 marzo al 30 giugno 1866, l'antologia poi uscì ad ottobre. Altri due volumi de Le Paranasse Contemporain appariranno nel 1871 e nel 1876.

## Selezione degli autori pubblicati da Alphonse Lemerre
Alphonse Lemerre divenne famoso per aver pubblicato le poesie dei Parnassiani. Ma egli pubblicò anche opere classiche e romantiche, oltre ad antologie.
- Théophile Gautier
- Théodore de Banville
- Charles Marie René Leconte de Lisle
- François Coppée
- Léon Dierx
- José-Maria de Heredia
- Jean Lahor
- Victor de Laprade
- Catulle Mendès
- Sully Prudhomme
- Paul Verlaine

Collezioni:
- Le Parnasse contemporain, recueil de vers nouveaux. I- 1866, II- 1869-1871, III- 1876

Antologie:
- Anthologie des poètes français depuis les origines jusqu'à la fin du XVIIIe siècle.
- Anthologie des poètes français, XIXe siècle.
- Sonnets et eaux fortes, 1869, premier livre de peintres paru en France grâce au critique d'art Philippe Burty.
- Le Livre des Sonnets.
- Le Livre des Ballades.